# Kai (rasa psa)
Kai – rasa psa należąca, według klasyfikacji FCI, do szpiców i psów w typie pierwotnym, zaliczona do sekcji szpiców azjatyckich i ras pokrewnych. Nie podlega próbom pracy.

## Rys historyczny
Rasa ta powstała w XVIII wieku. Wywodzi się od średniej wielkości psów, żyjących w dawnych czasach w Japonii. Pochodzi z rejonów miasta Kai, które obecnie jest pod prefekturą Yamanashi. Hodowane były jako psy myśliwskie. Do zachowania rasy w czystości przyczyniła się ich silna skłonność do tworzenia sfor. W 1934 r. rasa została uznana za „pomnik przyrody”.

## Charakter i użytkowość
Psy tej rasy są zdecydowane i niezależne, jak większość ras pierwotnych. Są bystre i czujne, wykorzystywane do polowań na dzikie ptactwo, borsuki, dziki, jelenie oraz zające. Poza Japonią jest hodowany w Stanach Zjednoczonych.

## Wygląd
Jest to pies krzepki, mocnej budowy. Posiada cechy charakterystyczne dla ras górskich, czyli mocne nogi i rozwinięte stawy skokowe. Ma trójkątne, stojące, lekko pochylone do przodu uszy. Grubą muskularną szyje. Gruby ogon osadzony wysoko i zakręcony nad grzbietem. Proste, dobrze umięśnione nogi. Występuje w umaszczeniach: czarna pręgowana, ruda pręgowana i pręgowana. Dopuszczalne są białe znaczenia na piersiach i brzuchu. Szczenięta Kai rodzą się zwykle jednolicie czarne, pręgowanie pojawia się dopiero w wieku dojrzewania.